# Brüder von Maastricht

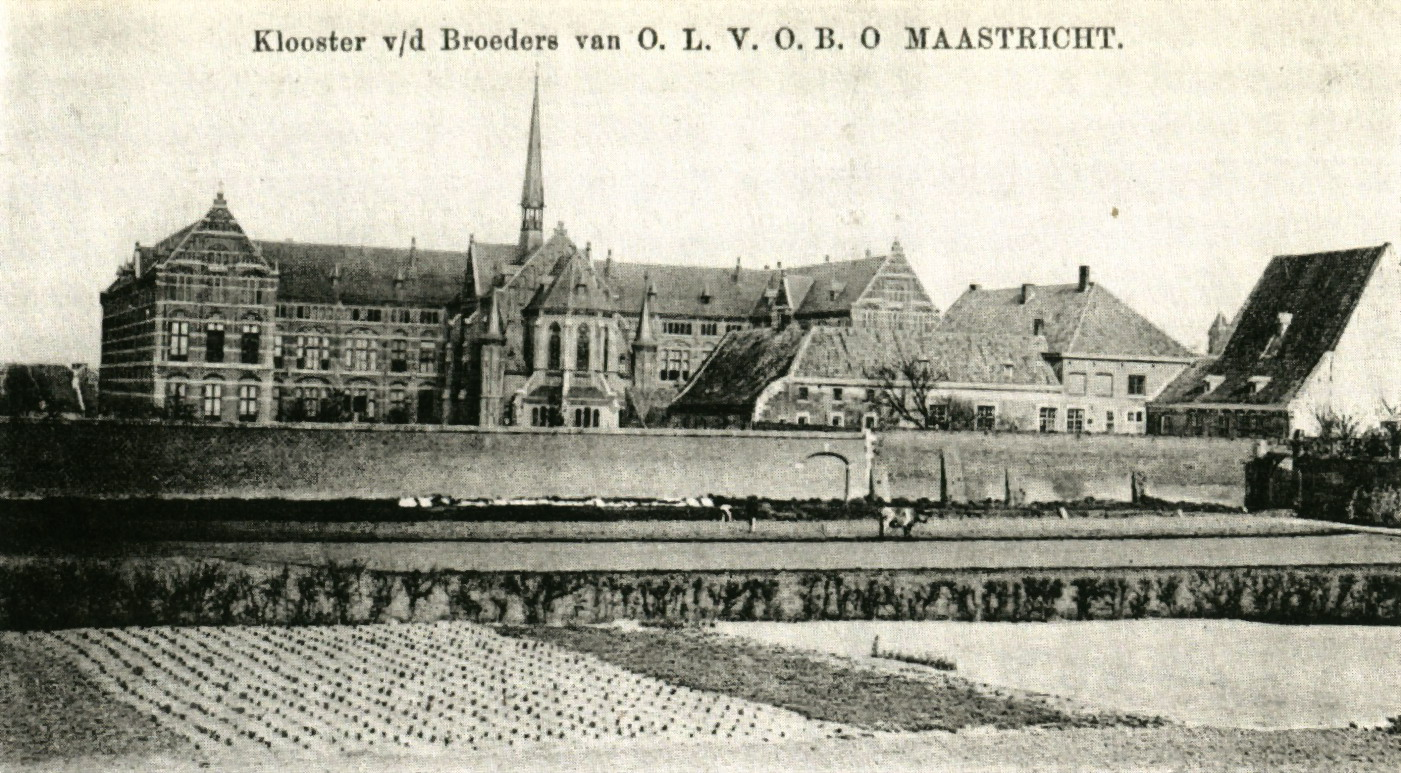
Das Beyart-Kloster der Brüder von Maastricht um 1900

Die Kongregation der Brüder von Maastricht (lat.: Congregatio Fratrum Immaculatae Conceptionis Beatae Mariae Virginis; Ordenskürzel: FIC), die heute 450 Mitglieder in Chile, Ghana, Indonesien, Malawi und den Niederlanden zählt, wurde 1840 gegründet. Gründer der Brüdergemeinschaft waren Louis Rutten und Bernard Hoecken. Bis heute befindet sich das Generalat der Kongregation, die hauptsächlich in der Jugendarbeit tätig ist, in Maastricht. Seit 1994 ist Albert Ketelaars der Generalsuperior des Ordens.
(Zahlenangaben: 2003)